# De mortalitate
De mortalitate è un'opera scritta tra il 252 e il 254 da Tascio Cecilio Cipriano, Padre della Chiesa: in essa l'autore spiega il significato cristiano della morte, vista come un avvicinamento alla ricompensa finale promessa da Dio (accersitio dominica).
L'opera è stata scritta in occasione di un'epidemia a Cartagine.
| Controllo di autorità | VIAF (EN) 213998530 · J9U (EN, HE) 987007383247705171 |